# Teleoceras

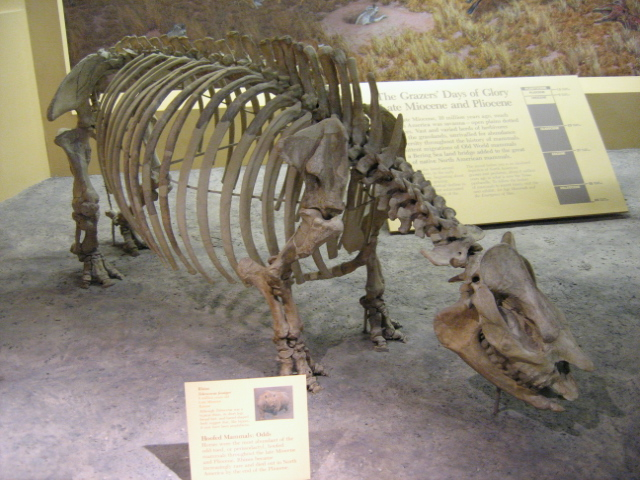
Một mẫu vật Teleoceras fossiger tại Viện Bảo tàng Lịch sử Tự nhiên Hoa Kỳ, Washington D.C

Teleoceras là một chi tê giác ăn cỏ sống ở Bắc Mỹ trong thế Miocen, tuyệt chủng cách đây khoảng 5,3 triệu năm trước, khoảng đầu thế Pliocen (Prothero, 2005). Teleoceras có chân ngắn hơn chân của các loài tê giác hiện đại và cổ hình thùng, làm hình dáng của nó giống như một con hà mã hơn là một con tê giác hiện đại. Tương tự như hà mã, nó cũng là động vật bán thủy sinh. Teleoceras' có một cái sừng nhỏ trước mũi.
Teleoceras là hoá thạch phổ biến nhất của lớp hóa thạch Ashfall thuộc Nebraska. Trên thực tế, các dấu tích còn lại của nó là quá nhiều và tập trung với mật độ cao nhất trong số các hóa thạch của Ashfall nên vì thế nó còn được gọi là "Rhino Barn" (chuòng tê giác). Phần lớn các bộ xương được bảo tồn ở trạng thái gần như nguyên vẹn. Một mẫu vật đặc biệt bao gồm cả các dấu tíchd của một con Teleoceras non đang cố gắng bú mẹ nó.